# POSCO
Pohang Iron and Steel Company là một công ty đa quốc gia chuyên về sản xuất thép, có trụ sở chính được đặt tại thành phố Pohang, Hàn Quốc. Năm 2010, POSCO là công ty sản xuất thép lớn nhất trên thế giới tính theo giá trị thị trường. Năm 2011, với xấp xỉ 40 triệu tấn thép thô, POSCO trở thành nhà sản xuất thép lớn thứ 4 trên thế giới theo sản lượng. Năm 2012, công ty xếp hạng 146 toàn cầu trong bảng xếp hạng Fortune Global 500.
POSCO hiện đang hoạt động tích hợp hai nhà máy thép tại quê nhà Hàn Quốc, với 1 tại Pohang và 1 tại Gwangyang. Ngoài ra, POSCO còn có hoạt động liên doanh với tập đoàn thép U.S. Steel, thành lập USS-POSCO, đặt nhà máy tại Pittsburg, California, Hoa Kỳ và POSCO chi nhánh Ấn Độ.
Hiện nay, ngoài sản xuất sắt thép, POSCO cũng có mặt trong thiết kế xây dựng và xây dựng, với một số công trình như Diamond Plaza. Tại Việt Nam, Công ty TNHH Posco Việt Nam thuộc tập đoàn POSCO với nhà máy sản xuất đặt tại khu công nghiệp Phú Mỹ II, Tân Thành, Bà Rịa – Vũng Tàu cũng là một trong những công ty sản xuất thép hàng đầu, chiếm thị phần lớn trong nước.

## Lịch sử
Trong những năm 1960, Tổng thống Hàn Quốc Park Chung-hee nắm quyền và quyết định xây dựng một nhà máy thép tích hợp nhằm tự cung tự cấp trong nước là rất cần thiết để phát triển kinh tế. Kể từ trước năm 1968, quốc gia này chưa có một nhà máy sản xuất thép hiện đại nào, nhiều doanh nghiệp trong và ngoài nước tỏ ra nghi ngờ quyết định của Seoul về việc đầu tư đó có giúp phát triển ngành công nghiệp hay không, trong khi việc nhập khẩu thép rẻ hơn so với việc xây dựng một nhà máy thép tích hợp hiện đại. Mặc dù hoài nghi, dưới sự lãnh đạo của Park Tae-joon (1927 - 2011) và chủ tịch công ty đa quốc gia TaeguTec, POSCO đã được thành lập như là một công ty liên doanh giữa chính phủ Hàn Quốc và TaeguTec. Quá trình sản xuất bắt đầu vào năm 1972, chỉ 4 năm sau khi được tiến hành xây dựng với 39 nhân viên ban đầu.
Nhật Bản là đối tác tài chính cho việc xây dựng nhà máy, theo một thỏa thuận được thông qua tại cuộc họp thứ ba giữa các bộ trưởng Nhật - Hàn Bộ năm 1969. Khoản tài chính bao gồm 73,7 triệu đô la Mỹ do chính phủ tài trợ, 50 triệu USD là khoản vay tín dụng ngân hàng của Nhật Bản, cùng việc hỗ trợ kỹ thuật từ tập đoàn thép hàng đầu thế giới Nippon Steel và nhiều đối tác. Việc hợp tác này nhằm tiến tới bình thường hóa quan hệ với Nhật Bản vào năm 1965 và phản ánh quan điểm của chính phủ Nhật Bản như đã nêu trong Thông cáo Nixon - Sato ngày 21 tháng 11 năm 1969, rằng "an ninh quốc gia của Hàn Quốc là điều cần thiết đối với an ninh của Nhật Bản".
POSCO bắt đầu sản xuất và bán các sản phẩm là các tấm kim loại từ năm 1972 và tập trung vào chính sách bán hàng của mình trên thị trường trong nước để cải thiện việc tự cung tự cấp sản phẩm thép. Công ty có những nỗ lực đặc biệt nhằm cung cấp sắt thép cho các công ty trong nước khác liên quan để tăng cường xuất khẩu, khả năng cạnh tranh quốc tế của các công ty trong nước về sản phẩm thép.
POSCO sản xuất 6,2 triệu tấn thép thô trong năm 1980, ghi nhận mức tăng 13% so với năm trước, và là một trong số ít các công ty có mức độ tăng trưởng vượt trội, trong tình hình nền kinh tế Hàn Quốc đang trong giai đoạn suy thoái. Các ngành công nghiệp trong nước sử dụng nhiều tới các sản phẩm của POSCO như chế tạo ô tô, sản xuất thiết bị gia dụng, đóng tàu, xây dựng, và chế tạo động cơ điện và máy biến áp. Một số sản phẩm trên được sản xuất để xuất khẩu ra nước ngoài. Trên thế giới, POSCO đã là nhà sản xuất thép hiệu quả nhất trong một số sản phẩm cụ thể.
Vào cuối những năm 1980 tốc độ tăng trưởng của POSCO đạt mức kỷ lục. Nó trở thành công ty thép lớn hàng thứ năm trên thế giới, với sản lượng hàng năm đạt gần 12 triệu tấn, với trị giá 3.000 tỷ Won.  POSCO đã tiếp tục mở rộng sản xuất và quy mô trong khi ngành công nghiệp thép của Mỹ và Nhật Bản đang có dấu hiệu giảm sút. POSCO hoàn thành nhà máy giai đoạn II tại Gwangyang trong năm 1988. Một nhà máy thứ ba đang trong giai đoạn hoàn thành vào năm 1992 tiếp tục tăng sản lượng thép thô với tổng sản lượng khoảng 17,2 triệu tấn một năm. Về năng suất, POSCO là nhà sản xuất thép hàng đầu thế giới trong suốt những năm cuối thập niên 1980 và cũng là hàng đầu về cơ sở vật chất.
Pohang là đô thị trước đây có nền kinh tế phụ thuộc hoàn toàn vào ngành công nghiệp chế biến cá và hải sản phẩm, sau đó đã trở thành một trung tâm công nghiệp lớn với dân số đạt 520.000 người. Ngoài việc tích hợp lớn nhà máy cán thép, Pohang đã trở thành một công ty xây dựng nhà ở phức hợp công nghiệp sản xuất thép thành phẩm từ những nguyên liệu tự cấp.
Những thay đổi trong hệ thống quản lý và cơ cấu tổ chức vào năm 1993 khi chủ tịch và là người sáng lập POSCO là Park Tae-Joon đã từ chức.
Ryu-Sang Bu là người nắm quyền tại POSCO đã có những chính sách nhằm tăng phân cấp và đa dạng hóa. POSCO nhấn mạnh nhiều và tập trung quản lý có tính linh hoạt, tự chủ, đồng thuận.
Trong tháng 7 năm 1994, POSCO thành lập hai công ty con, POSTEEL và POSTRADE. POSTEEL là công ty bán hàng trong nước và cánh tay dịch vụ của POSCO, trong khi POSTRADE xuất khẩu thương mại quốc tế các sản phẩm POSCO. Cả hai công ty con đi vào hoạt động đầy đủ từ tháng 9 năm 1994, với tất cả các chi nhánh của POSCO tại nước ngoài chuyển giao cho POSTRADE vào cuối năm đó. Tháp Posteel trên đường phố Teheranno ở quận Gangnam (Seoul) được hoàn thành vào năm 2003.
Trong năm 1997, Seoul tuyên bố rằng họ sẽ chuyển POSCO thành một công ty tư nhân phù hợp với chính sách mới của chính phủ là tư nhân hóa các công ty thuộc sở hữu nhà nước. Chính phủ lên kế hoạch để giữ lại phần lớn cổ phần; báo cáo ban đầu trên báo chí Hàn Quốc vào năm 1998 chỉ ra rằng việc bán cổ phiếu công đang diễn ra chậm hơn so với dự đoán. Tuy nhiên, chính quyền do Kim Yeong-sam thay đổi định hướng chính sách ban đầu về việc tư nhân hóa POSCO và quyết định không bán cổ phiếu của chính phủ nhằm nắm giữ nó như là một doanh nghiệp đầu tư của chính phủ.
Tuy nhiên, tổng thống Kim Dae-jung sau khi nắm quyền đã quyết định tư nhân hóa các doanh nghiệp nhà nước như một chính sách ưu tiên cao trong chính sách kinh tế để thực hiện chương trình nghị sự, một phần chủ yếu cũng là do bùng nổ của cuộc khủng hoảng kinh tế. Chính quyền mới quyết định tư nhân hóa POSCO và đến năm 1998, chính phủ Hàn Quốc đã giảm sở hữu cổ phiếu trong POSCO xuống dưới 20%, và hơn 50% cổ phần trong POSCO đều nằm trong tay của các nhà đầu tư nước ngoài. Năm 2000, toàn bộ cổ phần của POSCO đều do tư nhân nắm giữ, chính thức hoàn thành tư nhân hóa POSCO.
Là một phần của quá trình tư nhân hóa, chủ tịch mới của công ty Lee Ku-Taek bắt đầu nỗ lực để giới thiệu một chuyên gia quản lý và quản trị hệ thống đạt tiêu chuẩn toàn cầu cho POSCO. Theo hệ thống quản lý mới, việc quản lý phải thực hiện trách nhiệm giải trình cho các cổ đông. POSCO tăng doanh thu kinh doanh và lợi nhuận. Nhờ nhu cầu nhà ở tại Trung Quốc tăng nhanh, POSCO đã thu được lợi nhuận lớn rất nhất trong ngành công nghiệp thép toàn cầu trong vào năm 2004. Doanh thu thuần từ mảng sản xuất các sản phẩm từ thép của POSCO - trong tất cả mọi thứ từ ốc vít tại các tòa nhà chọc trời - tăng vọt 80% lên 1,66 $ tỷ USD trong năm 2004 so với năm trước.
Với sự cạnh tranh ngày càng tăng, POSCO có tầm nhìn khi hướng tới hai thị trường đầy tiềm năng là Trung Quốc và Ấn Độ. Việc sản xuất tại Hàn Quốc phải đối mặt với việc lương của công nhân cao và POSCO đã đầu tư vào các dự án mới. Đến năm 2006, POSCO đã có 26 công ty con và đầu tư hơn 2,4 tỷ USD vào Trung Quốc đại lục, đặc biệt là trong hoạt động mạ kẽm và thép không gỉ để cung cấp cho các nhà sản xuất chế tạo ô tô toàn cầu. Năm 2006 cũng là năm POSCO bắt đầu vận hành Nhà máy Thép không gỉ Pohang Trương Gia Cảng (ZPSS) nhà máy có khả năng sản xuất 600.000 tấn thép không gỉ và được cán. Kết quả là, POSCO trở thành công ty nước ngoài đầu tiên hoạt động tích hợp thép không gỉ tại Trung Quốc, xử lý toàn bộ quá trình sản xuất từ luyện quặng sắt đến thành phẩm, bao gồm cả cán nguội không gỉ.

## Hoạt động

Trụ sở của POSCO tại Seoul.

### Trụ sở chính
Trụ sở chính của POSCO cùng với Trung tâm POSCO, tạo thành "bộ não" của công ty, giám sát chính, quản lý, lập kế hoạch và cung cấp tài chính cho các nhà máy thép tại Pohang và Gwangyang. Trụ sở chính của POSCO tại số 1 Goedong-dong, Nam-gu, Pohang, được hoàn thành vào ngày 01 tháng 4 năm 1987, và đã trở thành cấu trúc tiêu biểu, tượng trưng cho toàn bộ công ty.

### Trung tâm POSCO
Công trình này giành giải thưởng kiến trúc Seoul vào năm 1995 cho sự kết hợp giữa thiết kế hiện đại và kỹ thuật sinh thái thân thiện, Trung tâm POSCO được coi là tòa nhà thông minh đầu tiên của Hàn Quốc. Cao ốc này nằm ở trung tâm phía Nam Seoul thuộc hành lang liên doanh công nghệ cao, nơi tổ chức nhiều chương trình văn hóa miễn phí, các sự kiện và triển lãm trong năm.

### Khu liên hợp thép Pohang và Gwangyang

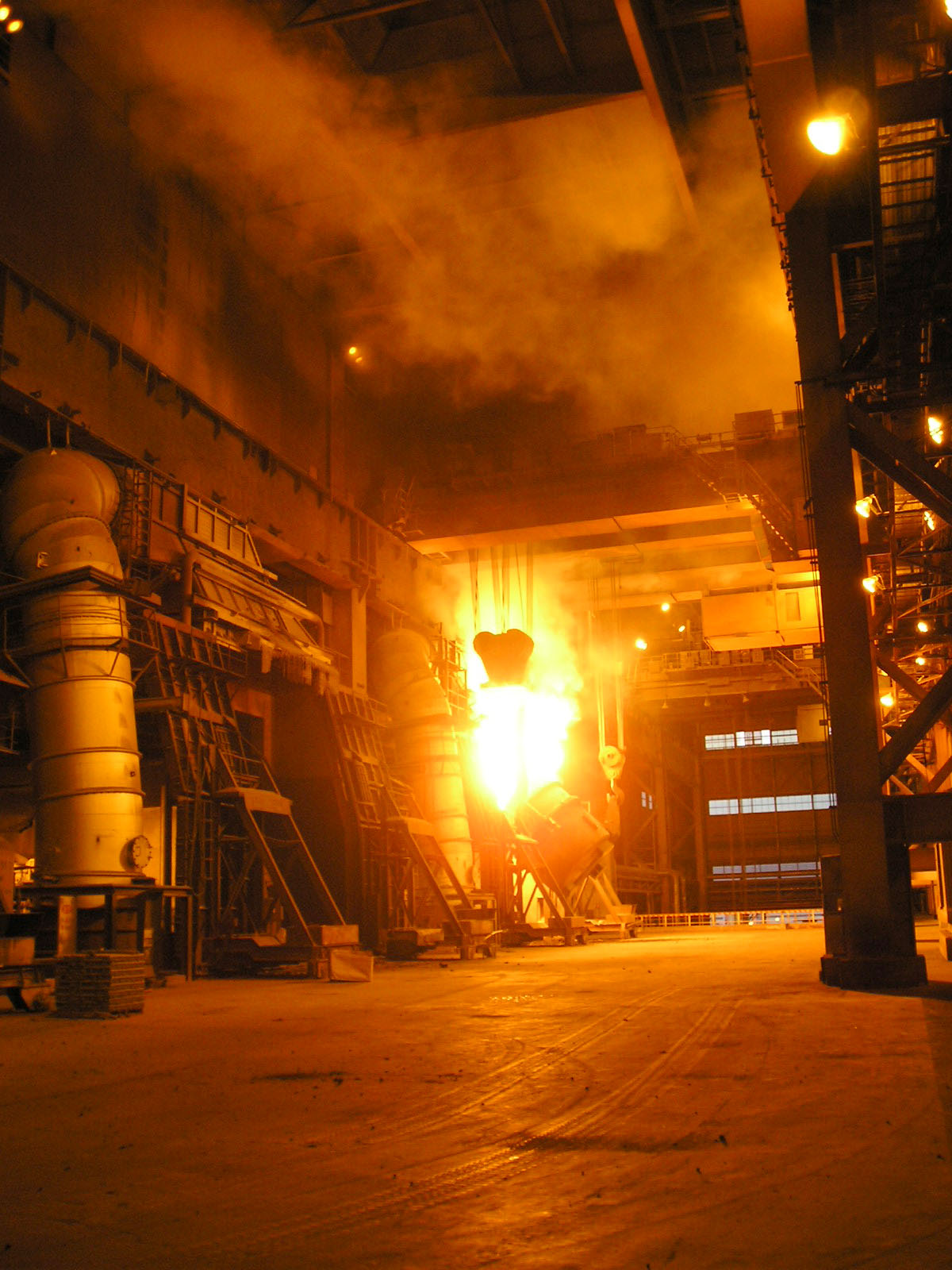
Nhà máy sản xuất thép tại Gwangyang.

Nhà máy sản xuất thép Pohang được dựng trong bốn giai đoạn từ tháng 4 năm 1970 tới tháng 2 năm 1981 dọc theo bờ biển phía đông nam của Hàn Quốc, đây là nhà máy sản xuất thép tích hợp đầu tiên của Hàn Quốc, đã sản xuất 230 triệu tấn gang tính tới tháng 3 năm 2004 - đủ để chế tạo khoảng 250 triệu xe ô tô con. Sản xuất thép thô (năm 2008) = 13,6 triệu tấn.
Nhà máy sản xuất thép Gwangyang xây dựng trong bốn giai đoạn giữa tháng 9 năm 1982 và tháng 10 năm 1992 trên bờ biển phía nam của Hàn Quốc, đây là nhà máy sản xuất thép tích hợp thứ hai của quốc gia này và là một trong những nhà máy tiên tiến nhất trên thế giới. Gwangyang tập trung vào sản xuất thép ô tô, có độ bền kết cấu thép cao, ống thép đường API, và loại các sản phẩm thép chiến lược khác. Sản xuất thép thô (năm 2008) = 17,4 triệu tấn.

### Công ty con
| - DAEWOO International - POSCO E&C - POSCO Engineering - POSCO SS - Posco Energy - POSCO ICT - POSCO Chemtech - POSCO C&C - POSCO P&S | - SNNC - POSCO M-Tech - POSCO plantEC - Sungjin Geotec - POSCO AST - POSCO TMC - POSMATE - POSCO Terminal - POSCO A&C | - POSCO NST - POSHiMETAL - POSFINE - Seungkwang - eNtoB - POSRI - POSTECH VCC - POSCO E&E - POREKA | - Busan E&E - POSWITH - POSecohousing - POSPlate - Songdo SE - Suncheon ECOTRANS Co., Ltd. - Posco-Nippon Steel RHF Joint Venture - United Spiral Pipe LLC |

## Đối thủ cạnh tranh
- ArcelorMittal
- Nippon Steel
- JFE Group
- Nucor Corporation
- Tata Steel
- Bhushan Steel
- ThyssenKrupp
- Essar Steel